# 井澤秋乃
井澤 秋乃（いざわ あきの、1978年10月31日 - ）は、囲碁の女流棋士。奈良県出身、日本棋院東京本院所属、五段。夫は高梨聖健、義弟に山下敬吾。左利き。

## 経歴
1978年、奈良県に生まれる。
父は早稲田大学囲碁部の出身で、強豪のアマチュア棋士である。
その父が経営する碁会所で幼い頃から囲碁に親しみ、6歳の頃より父が主宰する子供囲碁教室に通い始め、頭角を現した。
1990年、小学6年生の時に第11回全国少年少女囲碁大会で6位入賞を果たす。
奈良県立富雄高等学校に進学後、囲碁部に所属したが、15歳で本格的に囲碁に取り組むことを決意、日本棋院院生となる。
1998年入段。同年二段、2001年三段、2007年四段。
2002年、第6期女流棋聖戦挑戦者決定戦に進出するも加藤啓子四段に敗れる。
また2004年には第23期女流本因坊戦挑戦者決定戦に進出するも、知念かおり三段に敗退している。
2005年11月より、囲碁普及プロジェクト囲碁ステーションを設立し、幹事の一人となる。
2007年9月、第6期テレビ大阪杯・関西女流トーナメント戦で優勝した。NHK衛星第2テレビの番組、囲碁・将棋ジャーナルでは2008年から同番組終了までアシスタントを務めていた。
2011年12月5日、日本棋院東京本院所属の高梨聖健八段と結婚。同時に大阪総本部から東京本院へ転籍した。

## 主な棋歴
- 1990年 全国少年少女囲碁大会（6位入賞）
- 2002年 第6期女流棋聖戦挑戦者決定戦進出
- 2004年 第23期女流本因坊戦挑戦者決定戦進出
- 2007年 第6期テレビ大阪杯・関西女流トーナメント優勝
- 2023年 第35期女流名人戦博多カマチ杯リーグ入り